# Добровольська сільська рада (Новоорський район)
Доброво́льська сільська рада (рос. Добровольский сельский совет) — сільське поселення у складі Новоорського району Оренбурзької області Росії.
Адміністративний центр — село Добровольське.

## Населення
Населення — 834 особи (2019; 1155 в 2010, 1574 у 2002).

## Склад
До складу сільської ради входять:
| Населений пункт       | Населення, осіб (2002) | Населення, осіб (2010) |
| --------------------- | ---------------------- | ---------------------- |
| Большестепне, село    | 139                    | 80                     |
| Добровольське, село   | 967                    | 788                    |
| Новосевастополь, село | 183                    | 128                    |
| Чилікта, село         | 285                    | 159                    |